# Thomas Howard (4e duc de Norfolk)
Pour les articles homonymes, voir Thomas Howard.
Thomas Howard, 4e duc de Norfolk, né le 10 mars 1536 et mort le 2 juin 1572, est un officier de la Couronne d'Angleterre du règne d'Elisabeth Ire. Écarté lors du jugement de Marie d'Écosse, il fut convaincu de trahison à l'occasion du complot manqué de Ridolfi (1572).

## Carrière diplomatique
Thomas Howard est un petit-cousin de la reine Élisabeth Ire par sa grand-mère maternelle, Elizabeth Howard. Fils du poète Henry Howard, comte de Surrey, il eut comme tuteur John Foxe.
Il fut Comte Maréchal d'Angleterre et Lieutenant de la Couronne pour les Marches du Nord. De février à juillet 1560, Norfolk commanda l'armée de secours anglaise dépêchée en Écosse à la demande des Lords de la Congrégation opposés à Marie de Guise. Il négocia le Traité de Berwick (1560) avec Châtellerault en vue d'expulser conjointement les Français.
Norfolk était le premier juge de la commission d'enquête formée à York en 1568 pour examiner les charges d'accusation contre Marie Ire d'Écosse, présentées par le régent Moray, parmi lesquelles les lettres de la cassette, que la reine avait adressées au comte de Bothwell.

## Chute
La reine Élisabeth fit emprisonner Norfolk en 1569 suspecté de vouloir épouser Marie d'Écosse.
Libéré, il prit part au complot de Ridolfi, commandité par Philippe II d'Espagne pour asseoir Marie sur le trône d'Angleterre et rétablir le Catholicisme dans ce royaume. Il fut décapité pour haute trahison en 1572, et ses restes furent inhumés dans la chapelle Saint-Pierre-des-Chaînes, dans l’enceinte  de la Tour de Londres.
Ses terres et ses titres furent confisqués par la Couronne, mais restitués pour l'essentiel à ses fils par la suite.